# Igor de Rachewiltz
Igor de Rachewiltz (* 11. April 1929 in Rom; † 30. Juli 2016) war ein Mongolist und Sinologe.

## Biographie
De Rachewiltz wurde als Sohn eines italienischen Vaters und einer Mutter mit russischen Wurzeln in Rom geboren, sein älterer Bruder war der spätere Ägyptologe Boris de Rachewiltz. Er studierte zunächst in Rom Rechtswissenschaften, asiatische Geschichte sowie Chinesisch und Mongolisch. Von 1952 bis 1955 setzte er seine Studien in Neapel fort, während er parallel dazu im Archiv der FAO arbeitete. 1955 erhielt er ein Stipendium an der Australian National University in Canberra, wo er 1961 mit einer umfangreichen Monographie über Yelü Chucai promoviert wurde. In der Folge unterrichtete er an seiner Alma Mater in verschiedenen Positionen während seiner gesamten akademischen Laufbahn, unterbrochen von mehreren Gastprofessuren in Europa. 1972 wurde er Mitglied der Australian Academy of the Humanities.
Wichtige Grundlagenarbeit leistete de Rachewiltz durch Editionen, Übersetzungen und die Herausgeberschaft von Quellen zur politischen und kulturellen Geschichte der Mongolei und Chinas. Ein zentraler Forschungsschwerpunkt  war dabei die Geheime Geschichte der Mongolen, die er in mehrfach überarbeiteter englischer Übersetzung vorlegte und umfangreich kommentierte.